# Ålderman
Ålderman eller äldste är en vald föreståndare för ett gille eller skrå.
Sedan antiken är åldermannen en av samhällets auktoriteter. I äldre tider samlades åldermännen i regionerna för rådslag i viktiga allmänna angelägenheter.
I Bergslagen hade åldermännen till uppgift att tillse arbetet vid hyttorna, stångjärnsmidet och masugnarna, samt att vara bisittare vid bergstingsrätterna (bergsnämndeman).
Ålderman kunde fram till 1862 års kommunallagar även vara en befattning inom socknen med främst ett övergripande ekonomiskt ansvar.